# 亚瓦格街道
亚瓦格街道，是中华人民共和国新疆维吾尔自治区喀什地区喀什市下辖的一个乡镇级行政单位。

## 行政区划
亚瓦格街道下辖以下地区：
布拉克贝希社区、吐尔亚瓦格社区、北大桥社区、阿瓦提社区、机场区社区、幸福苑社区、克然木巴格社区和英努尔社区。